# William Russell (1767-1840)
Pour les articles homonymes, voir William Russell.
William Russell (20 août 1767 – 5 mai 1840), membre de l'aristocratique famille des Russell et longtemps membre du Parlement, n'a guère eu l'occasion de se faire connaître du grand public avant la fin de sa carrière politique, jusqu'à ce que, en 1840, il soit assassiné dans son sommeil par son valet, le Suisse François Benjamin Courvoisier.
Ce fait divers sanglant a inspiré à Charles Dickens une partie de l'intrigue de son roman, Barnaby Rudge.

## Assassinat de Lord William Russell par Courvoisier
Au matin du 6 mai 1840, Sarah Mancer, la femme de chambre de Lord Russel, découvre les étages inférieurs de la demeure en grand désordre. Craignant qu'un cambriolage n'ait eu lieu, elle court prévenir le valet de chambre, François Benjamin Courvoisier, qu'elle trouve chez lui déjà tout habillé. 
Tous deux se rendent dans la chambre de Lord Russell. Courvoisier ouvre les volets, comme il le faisait chaque matin, ce qui permet à Sarah Mancer de découvrir que son maître a été assassiné.
Le valet attire l'attention de la police, qu'ils ont appelée, sur les dégâts qu'a subi la porte de son office, qui semblent indiquer que le crime a été commis par un étranger à la maisonnée. Mais la police découvre bientôt divers objets volés à l'intérieur même de la résidence, ce qui lui semble au contraire indiquer la culpabilité d'un occupant de la demeure.
Une fouille plus approfondie permet de retrouver d'autres objets derrière le lambris et dans l'office de Courvoisier, ainsi qu'un tournevis qui a manifestement été utilisé pour ouvrir le meuble contenant l'argenterie et abimer la porte de l'office. 
Courvoisier est alors arrêté, et son procès commence ; il est défendu par Charles Phillips, un avocat qui réussit à mettre en difficulté l'accusation du fait de manque de preuves patentes, jusqu'au moment où d'autres pièces d'argenterie dérobées chez Lord Russell sont retrouvées dans un hôtel français de Leicester Square. Lorsqu'il apprend cette découverte, Courvoisier craque et avoue à son avocat à la fois le vol et le meurtre, tout en lui demandant de continuer à plaider non coupable. C'est ce que fait l'avocat, bien qu'il sache que le coupable est son client. Ceci lui vaudra de violentes critiques après le procès, certains journaux l'accusant d'avoir cherché à reporter la culpabilité du meurtre sur une servante, bien que les transcriptions montrent qu'il avait expressément réfuté toute allégation en ce sens durant le procès. 
Il ressort de la confession de Courvoisier que Lord Russell s'était rendu compte du vol de son argenterie et avait ordonné à son valet de démissionner. Plutôt que de perdre sa situation, celui-ci avait alors décidé d'assassiner son maître pour dissimuler son vol. 
On a dit que Courvoisier avait lu le roman de William Harrison Ainsworth, Jack Sheppard dans les jours précédant le meurtre, et certains articles de presse ont laissé entendre que l'apologie que fait le roman de la vie du malfaiteur Jack Sheppard avait amené Courvoisier à tuer Lord Russell. 
Le 6 juillet 1840, François Benjamin Courvoisier est pendu en public devant la prison de Newgate. Parmi les quelque 40 000 spectateurs se trouve Charles Dickens. 

Également présent se trouve le romancier William Makepeace Thackeray, qui écrira plus tard un essai contre la peine capitale, On Going to See a Man Hanged (« En allant voir un homme se faire pendre »). Il écrit :

« Je m'en suis revenu ce matin avec le dégoût du meurtre, mais c'était le dégoût du meurtre que je venais de voir commettre... Je me sens honteux et souillé par la curiosité brutale qui m'a conduit en ce lieu. »